# Mocksville, Carolina de Nord
Mocksville este un oraș și sediul comitatului, Davie, statul  Carolina de Nord,  Statele Unite ale Americii.
1. ↑   https://www.nctreasurer.com/municipalities Lipsește sau este vid: |title= (ajutor)
2. ↑   https://www.ourdavie.com/2015/12/10/mocksville-mayor-stepping-down-after-18-years/ Lipsește sau este vid: |title= (ajutor)